# HAT-P-11b
HAT-P-11b (o Kepler-3b) és un planeta extrasolar que orbita a l'estrella HAT-P-11. Aquest planeta va ser descobert pel mètode de trànsit i presentat per a la seva publicació el 2 de gener del 2009.
Està situat a uns 123 anys llum (38 pc) de distància, a la constel·lació del Cigne, i la seva estrella mare té una lluminositat de 10a magnitud, i pertany al tipus espectral K. Aquest va ser el planeta en trànsit més petit conegut quan es va descobrir per primera vegada, amb un radi d'aproximadament 5 vegades la de la Terra; però és més massiu que Gliese 436 b amb una massa real de 26 vegades la de la Terra. Aquest planeta orbita al voltant de la mateixa distància de l'estrella com 51 Pegasi b és de 51 Pegasi, típic dels planetes en trànsit. No obstant això, l'òrbita d'aquest planeta és excèntric, al voltant de 0,198, inusualment alta per Neptúns ardents. L'òrbita de HAT-P-11b és també molt inclinada, amb una inclinació d'aproximadament 103 graus respecte a la rotació de la seva estrella.
El sistema de HAT-P-11 estava dins del camp de visió de la nau espacial Kepler.
La seva velocitat radial està a la deriva i això pot ser el resultat d'un planeta, encara sense descobrir en el sistema.
El planeta s'ajusta als models per al 90% d'elements pesants. La temperatura estimada és de 878 ± 15K.
Per a la temperatura real s'ha d'esperar als càlculs del segon trànsit.
El 24 de setembre de 2014, la NASA va informar que HAT-P-11b és el primer exoplaneta de la grandària de Neptú conegut per tenir un ambient relativament lliure de núvols i, a més, han pogut apreciar clares marques en l'espectre que delaten la presència de molècules de vapor d'aigua, així com d'hidrogen i traces d'àtoms pesants.